# Gūrbābā ‘Alī
Gūrbābā ‘Alī (persiska: گوربابا علی, كور بابا عَلی, Gūr-e-Bābā Alī) är en ort i Iran.   Den ligger i provinsen Kurdistan, i den nordvästra delen av landet, 400 km väster om huvudstaden Teheran. Gūrbābā ‘Alī ligger 2 195 meter över havet och antalet invånare är 386.
Terrängen runt Gūrbābā ‘Alī är platt åt sydost, men åt nordväst är den kuperad.Runt Gūrbābā ‘Alī är det ganska glesbefolkat, med 28 invånare per kvadratkilometer. Närmaste större samhälle är Tīlkū, 14,6 km sydväst om Gūrbābā ‘Alī. Trakten runt Gūrbābā ‘Alī består i huvudsak av gräsmarker.